# Laurie Cassidy
Laurence „Laurie“ Cassidy (* 10. März 1923 in Manchester; † November 2010 in Stafford) war ein englischer Fußballspieler. Als Stürmer kam er bei Manchester United nur sporadisch zum Einsatz und war im Kader der „Red Devils“, die 1952 die englische Meisterschaft gewannen. Dort trug er jedoch nur eine Partie zum Erfolg bei.

## Sportlicher Werdegang
Nach dem Ende des Zweiten Weltkriegs, in dem Cassidy in der Royal Air Force gedient hatte, schloss er sich im Januar 1947 seinem Heimatklub Manchester United an. Dort blieb der Stürmer zumeist fern der ersten Mannschaft und kam in den vier Spielzeiten 1947/48 bis 1951/52 nur in jeweils einem Ligaspiel zum Zug. Seinem Debüt am 10. April 1947 gegen den FC Everton folgte gut ein Jahr später gegen denselben Gegner die zweite Bewährungschance. Beide Partien endeten mit 0:2-Niederlagen und nach einem weiteren Torlos-Auftritt im September 1950 gegen Aston Villa (0:0) folgte ein letzter Einsatz in der Frühphase der Meistersaison 1951/52 gegen Manchester City (2:1). Es wurde offensichtlich, dass er beim Aufbau der Busby Babes keine große Rolle mehr spielen würde, ob nun in vorderster Front, auf der Halbposition oder als Linksaußen. Im Juli 1956 verließ er den Klub in Richtung des Drittligisten Oldham Athletic. Dort absolvierte er aber auch nur noch vier weitere Ligapartien.